# Мартін Цібак
Мартін Цібак (словац. Martin Cibák; 17 травня 1980, м. Ліптовски Мікулаш, ЧССР) — словацький хокеїст, центральний нападник. Виступає за «Нафтохімік» (Нижньокамськ) у Континентальній хокейній лізі.
Вихованець хокейної школи ХК «32 Ліптовски Мікулаш». Виступав за ХК «32 Ліптовски Мікулаш», «Медисин-Гет Тайгерс» (ЗХЛ), «Детройт Вайперс» (ІХЛ), «Спрингфілд Фелконс» (АХЛ), «Тампа-Бей Лайтнінг», «Герші Берс» (АХЛ), «Пльзень», ХК «Кошице», ХК «Фрелунда», ХК «Седертельє», «Спартак» (Москва), «Сєвєрсталь» (Череповець).
В чемпіонатах НХЛ — 149 матчів (5+18), у турнірах Кубка Стенлі — 11 матчів (0+1). У чемпіонатах Словаччини — 43 матчі (3+7), у плей-оф — 10 матчів (2+5). В чемпіонатах Швеції — 155 матчів (23+34), у плей-оф — 4 матчі (1+0). У чемпіонатах Чехії — 30 матчів (4+11).
У складі національної збірної Словаччини провів 34 матчі (4 голи); учасник зимових Олімпійських ігор 2010 (7 матчів, 0+0), учасник чемпіонатів світу 2006 і 2011 (10 матчів, 2+2), учасник Кубка світу 2004 (4 матчі, 1+0). У складі молодіжної збірної Словаччини учасник чемпіонатів світу 1999 і 2000.
Досягнення
- Володар Кубка Стенлі (2004).